# Divokej Bill
Divokej Bill ist eine 1997 gegründete tschechische Folkrockband aus Auwal, die Elemente des keltischen Folk mit Punk- und Rockelementen versieht. Ihr Name leitet sich von Bill Hickok ab und bedeutet übersetzt „Wilder Bill“. Seit ihren Konzerten in der Prager Konzerthalle Lucerna wurden sie im Ausland bekannter. In ihrem Heimatland gewannen sie 2006 den Musikpreis Český slavík in der Kategorie „Beste tschechische Band“.

## Diskografie
- 2000: Propustka do pekel
- 2001: Svatá pravda
- 2003: Mezi nima
- 2004: Lucerna (DVD)
- 2006: Divokej Bill
- 2007: Rock for People (Live)
- 2009: Mlsná
- 2011: Unisono (Best of)
- 2013: 15